# Kubok Rossii 2013-2014
La Coppa di Russia 2013-2014 (in russo Кубок России?, Kubok Rossii) è stata la 22ª edizione del principale torneo a eliminazione diretta del calcio russo. Il torneo è iniziato il 7 luglio 2013 ed è terminato l'8 giugno 2014. Il Rostov ha vinto il trofeo per la prima volta nella sua storia.

## Primo turno

### Zona Ovest
| Squadra 1           | Risultato       | Squadra 2          |
| ------------------- | --------------- | ------------------ |
| 10 luglio 2013      |                 |                    |
| Volga Tver'         | 1 – 2           | Dnepr Smolensk     |
| Dinamo Kostroma     | 1 – 1 (4-2 dcr) | Spartak Kostroma   |
| Tekstilščik Ivanovo | 4 – 2           | Torpedo Vladimir   |
| Trevis & VVK        | 0 – 1           | Rus' S.Pietroburgo |
| Tosno               | 2 – 0           | Vologda            |
| Kolomna             | 1 – 2           | Znamja Truda       |
| Zenit Mosca         | 0 – 6           | Strogino Mosca     |

### Zona Centro
| Squadra 1           | Risultato         | Squadra 2       |
| ------------------- | ----------------- | --------------- |
| 11 luglio 2013      |                   |                 |
| Zvezda Rjazan'      | 3 – 0             | Tambov          |
| Chimik Novomoskovsk | 0 – 3             | Podol'e         |
| Metallurg-Oskol     | 1 – 2             | Lokomotiv Liski |
| Dinamo Brjansk      | 0 – 0 (12-11 dcr) | Orël            |

### Zona Sud
| Squadra 1          | Risultato | Squadra 2          |
| ------------------ | --------- | ------------------ |
| 7 luglio 2013      |           |                    |
| MITOS Novočerkassk | 3 – 1     | SKA Rostov         |
| Olimpija Volgograd | 2 – 4     | Energija Volžskij  |
| Vitjaz' Krymsk     | 2 – 1     | Biolog-Novokubansk |
| Dagdizel' Kaspijsk | 2 – 0     | Družba Majkop      |

### Zona Urali-Volga
| Squadra 1          | Risultato   | Squadra 2        |
| ------------------ | ----------- | ---------------- |
| 12 luglio 2013     |             |                  |
| Oktan Perm'        | 0 – 1       | Dinamo Kirov     |
| Spartak Joškar-Ola | 0 – 1       | Rubin-2          |
| Lada-Togliatti     | 1 – 0       | KAMAZ            |
| Syzran'-2003       | 1 – 0       | Nosta Novotroick |
| Čeljabinsk         | 2 – 1 (dts) | Tobol Tobolsk    |

### Zona Est
| Squadra 1      | Risultato       | Squadra 2      |
| -------------- | --------------- | -------------- |
| 16 luglio 2013 |                 |                |
| Belogorsk      | 0 – 0 (5-4 dcr) | Smena K.N.A.   |
| Čita           | 3 – 1           | Bajkal Irkutsk |
| Sibir'-2       | 0 – 3           | Raspadskaya    |

## Secondo turno

### Zona Ovest
| Squadra 1           | Risultato       | Squadra 2         |
| ------------------- | --------------- | ----------------- |
| 31 luglio 2013      |                 |                   |
| Dnepr Smolensk      | 0 – 1           | Chimki            |
| Tekstilščik Ivanovo | 2 – 1 (dts)     | Dinamo Kostroma   |
| Rus' S.Pietroburgo  | 0 – 3           | Sever Murmansk    |
| Pskov-747           | 2 – 2 (6-7 dcr) | Tosno             |
| Znamja Truda        | 1 – 2           | Dolgoprudnyj      |
| Strogino Mosca      | 2 – 1 (dts)     | Lokomotiv-2 Mosca |

### Zona Centro
| Squadra 1       | Risultato | Squadra 2        |
| --------------- | --------- | ---------------- |
| 26 luglio 2013  |           |                  |
| Metallurg Vyksa | 1 – 3     | Metallurg Lipeck |
| Zenit Penza     | 0 – 4     | Sokol Saratov    |
| Kaluga          | 1 – 2     | Zvezda Rjazan'   |
| Podol'e         | 0 – 1     | Vitjaz' Podol'sk |
| Lokomotiv Liski | 3 – 0     | Fakel Voronež    |
| Avangard Kursk  | 2 – 0     | Dinamo Brjansk   |

### Zona Sud
| Squadra 1                   | Risultato   | Squadra 2            |
| --------------------------- | ----------- | -------------------- |
| 26 luglio 2013              |             |                      |
| Volgar' Astrachan'          | 2 – 0       | Astrachan'           |
| Taganrog                    | 0 – 2       | MITOS Novočerkassk   |
| Energija Volžskij           | 1 – 3 (dts) | Torpedo Armavir      |
| Černomorec Novorossijsk     | 1 – 3 (dts) | Vitjaz' Krymsk       |
| Gazprom-Transgaz-Stavropol' | 3 – 1       | Mašuk-KMV Pjatigorsk |
| Alanija-d Vladikavkaz       | 0 – 2       | Dagdizel' Kaspijsk   |

### Zona Urali-Volga
| Squadra 1      | Risultato   | Squadra 2        |
| -------------- | ----------- | ---------------- |
| 22 luglio 2013 |             |                  |
| Dinamo Kirov   | 0 – 1 (dts) | Zenit Iževsk     |
| Rubin-2        | 1 – 4       | Volga Ul'janovsk |
| Syzran'-2003   | 2 – 1       | Lada-Togliatti   |
| Tjumen'        | 2 – 0       | Čeljabinsk       |

### Zona Est
| Squadra 1       | Risultato       | Squadra 2        |
| --------------- | --------------- | ---------------- |
| 30 luglio 2013  |                 |                  |
| Amur-2010       | 0 – 1 (dts)     | Belogorsk        |
| Sachalin        | 1 – 1 (2-4 dcr) | Jakutija Jakutsk |
| Sibirjak Bratsk | 0 – 1           | Čita             |
| Raspadskaya     | 1 – 1 (2-4 dcr) | Irtyš Omsk       |

## Terzo turno

### Zona Ovest
| Squadra 1      | Risultato | Squadra 2           |
| -------------- | --------- | ------------------- |
| 11 agosto 2013 |           |                     |
| Chimki         | 2 – 1     | Tekstilščik Ivanovo |
| Sever Murmansk | 0 – 3     | Tosno               |
| Dolgoprudnyj   | 2 – 1     | Strogino Mosca      |

### Zona Centro
| Squadra 1        | Risultato         | Squadra 2      |
| ---------------- | ----------------- | -------------- |
| 13 agosto 2013   |                   |                |
| Metallurg Lipeck | 2 – 2 (12-13 dcr) | Sokol Saratov  |
| Vitjaz' Podol'sk | 1 – 2             | Zvezda Rjazan' |
| Lokomotiv Liski  | 0 – 1             | Avangard Kursk |

### Zona Sud
| Squadra 1          | Risultato | Squadra 2                   |
| ------------------ | --------- | --------------------------- |
| 13 agosto 2013     |           |                             |
| MITOS Novočerkassk | 4 – 0     | Volgar' Astrachan'          |
| Torpedo Armavir    | 1 – 0     | Vitjaz' Krymsk              |
| Dagdizel' Kaspijsk | 2 – 1     | Gazprom-Transgaz-Stavropol' |

### Zona Urali-Volga
| Squadra 1      | Risultato       | Squadra 2        |
| -------------- | --------------- | ---------------- |
| 17 agosto 2013 |                 |                  |
| Zenit Iževsk   | 2 – 1           | Volga Ul'janovsk |
| Tjumen'        | 0 – 0 (4-3 dcr) | Syzran'-2003     |

### Zona Est
| Squadra 1        | Risultato | Squadra 2 |
| ---------------- | --------- | --------- |
| 10 agosto 2013   |           |           |
| Jakutija Jakutsk | 2 – 1     | Belogorsk |
| 21 agosto 2013   |           |           |
| Irtyš Omsk       | 1 – 0     | Čita      |

## Quarto turno
| Squadra 1          | Risultato       | Squadra 2              |
| ------------------ | --------------- | ---------------------- |
| 31 agosto 2013     |                 |                        |
| Dagdizel' Kaspijsk | 0 – 1           | Angušt Nazran'         |
| Tjumen'            | 1 – 1 (5-3 dcr) | Enisej                 |
| Spartak-Nal'čik    | 1 – 2 (dts)     | Alanija Vladikavkaz    |
| Zenit Iževsk       | 1 – 1 (3-4 dcr) | Mordovija              |
| Zvezda Rjazan'     | 2 – 1 (dts)     | Torpedo Mosca          |
| Avangard Kursk     | 1 – 2           | Chimik Dzeržinsk       |
| 1º settembre 2013  |                 |                        |
| Jakutija Jakutsk   | 0 – 3           | SKA-Ėnergija           |
| Chimki             | 1 – 2           | Šinnik                 |
| Irtyš Omsk         | 1 – 2 (dts)     | Luč-Ėnergija           |
| Gazovik Orenburg   | 1 – 0           | Sibir'                 |
| Ufa                | 0 – 1 (dts)     | Neftechimik            |
| MITOS Novočerkassk | 1 – 3           | Saljut Belgorod        |
| Torpedo Armavir    | 0 – 1           | Rotor                  |
| Tosno              | 1 – 0 (dts)     | Dinamo San Pietroburgo |
| Sokol Saratov      | 0 – 0 (3-1 dcr) | Arsenal Tula           |
| Dolgoprudnyj       | 1 – 1 (3-1 dcr) | Baltika                |

## Sedicesimi di finale
| Squadra 1           | Risultato       | Squadra 2              |
| ------------------- | --------------- | ---------------------- |
| 30 ottobre 2013     |                 |                        |
| SKA-Ėnergija        | 2 – 0           | Volga Nižnij Novgorod  |
| Luč-Ėnergija        | 4 – 2           | Rubin                  |
| Tosno               | 0 – 0 (5-3 dcr) | Ural                   |
| Gazovik Orenburg    | 0 – 1 (dts)     | Tom' Tomsk             |
| Angušt Nazran'      | 0 – 1           | Rostov                 |
| Chimik Dzeržinsk    | 1 – 2           | CSKA Mosca             |
| Tjumen'             | 2 – 0           | Zenit San Pietroburgo  |
| Šinnik              | 0 – 1           | Spartak Mosca          |
| Saljut Belgorod     | 1 – 0           | Dinamo Mosca           |
| Mordovija           | 2 – 2 (4-3 dcr) | Amkar Perm'            |
| Dolgoprudnyj        | 1 – 4           | Krasnodar              |
| Rotor               | 0 – 0 (4-3 dcr) | Lokomotiv Mosca        |
| 31 ottobre 2013     |                 |                        |
| Zvezda Rjazan'      | 2 – 2 (4-2 dcr) | Kuban'                 |
| Neftechimik         | 1 – 4           | Terek Groznyj          |
| Alanija Vladikavkaz | 1 – 0           | Anži                   |
| Sokol Saratov       | 1 – 1 (3-1 dcr) | Kryl'ja Sovetov Samara |

## Ottavi di finale
| Squadra 1        | Risultato   | Squadra 2           |
| ---------------- | ----------- | ------------------- |
| 16 novembre 2013 |             |                     |
| Krasnodar        | 3 – 2       | Zvezda Rjazan'      |
| 28 novembre 2013 |             |                     |
| Luč-Ėnergija     | 3 – 2 (dts) | SKA-Ėnergija        |
| 1º marzo 2014    |             |                     |
| Terek Groznyj    | 3 – 2       | Mordovija           |
| 2 marzo 2014     |             |                     |
| Rostov           | 3 – 0       | Alanija Vladikavkaz |
| Rotor            | 3 – 0       | Saljut Belgorod     |
| CSKA Mosca       | 2 – 0       | Sokol Saratov       |
| 12 marzo 2014    |             |                     |
| Spartak Mosca    | 0 – 1 (dts) | Tosno               |
| 13 marzo 2014    |             |                     |
| Tom' Tomsk       | 2 – 1       | Tjumen'             |

## Quarti di finale
| Squadra 1     | Risultato       | Squadra 2     |
| ------------- | --------------- | ------------- |
| 26 marzo 2014 |                 |               |
| Rostov        | 3 – 0           | Rotor         |
| Tom' Tomsk    | 1 - 1 (1-2 dcr) | Luč-Ėnergija  |
| Krasnodar     | 3 – 0           | Tosno         |
| 27 marzo 2014 |                 |               |
| CSKA Mosca    | 1 – 0 (dts)     | Terek Groznyj |

## Semifinali
| Squadra 1      | Risultato | Squadra 2    |
| -------------- | --------- | ------------ |
| 16 aprile 2014 |           |              |
| CSKA Mosca     | 0 – 1     | Krasnodar    |
| 17 aprile 2014 |           |              |
| Rostov         | 3 – 1     | Luč-Ėnergija |

## Finale
| Arbitro: | Sergej Karasëv |

|                                                           |                      |                                                            |
| Granqvist Abreu Laborde Joazinho Ari Sigurðsson Gazinskiy | Tiri di rigore 5 – 6 | Milic Poloz Djakov Sinama Pongolle Dzjuba Gațcan Igor Lolo |